# Cháy bỏng dưới ánh mặt trời 2
Cháy bỏng dưới ánh mặt trời 2: Di tản (tiếng Nga: Утомлённые солнцем 2: Предстояние) là phần tiếp theo của bộ phim Cháy bỏng dưới ánh mặt trời.

## Diễn viên
- Nikita Mikhalkov... Sư trưởng Sergey Petrovich Kotov
- Oleg Menshikov... Mitya
- Mikhail Yefremov
- Dmitry Dyuzhev
- Vladimir Ilyin... Kirik
- Nadezhda Mikhalkova... Nadya
- Andrey Panin
- Viktoriya Tolstoganova... Marusia
- Angelina Mirimskaya
- Tagir Rakhimov